# Nemestrinus canaaniticus
Nemestrinus canaaniticus är en tvåvingeart som först beskrevs av Robert W. Lichtwardt 1907.  Nemestrinus canaaniticus ingår i släktet Nemestrinus och familjen Nemestrinidae.
Artens utbredningsområde är Israel. Inga underarter finns listade i Catalogue of Life.